# Pielavesi
Pielavesi este o comună din Finlanda.